# Équipe de Turquie masculine de basket-ball en fauteuil roulant
Actualités
L’équipe de Turquie de handibasket est la sélection qui représente la Turquie dans les compétitions majeures de basket-ball en fauteuil roulant. Elle compte quatre médailles sur la scène internationale, toutes acquises durant les années 2010, pour aucun titre.

## Palmarès

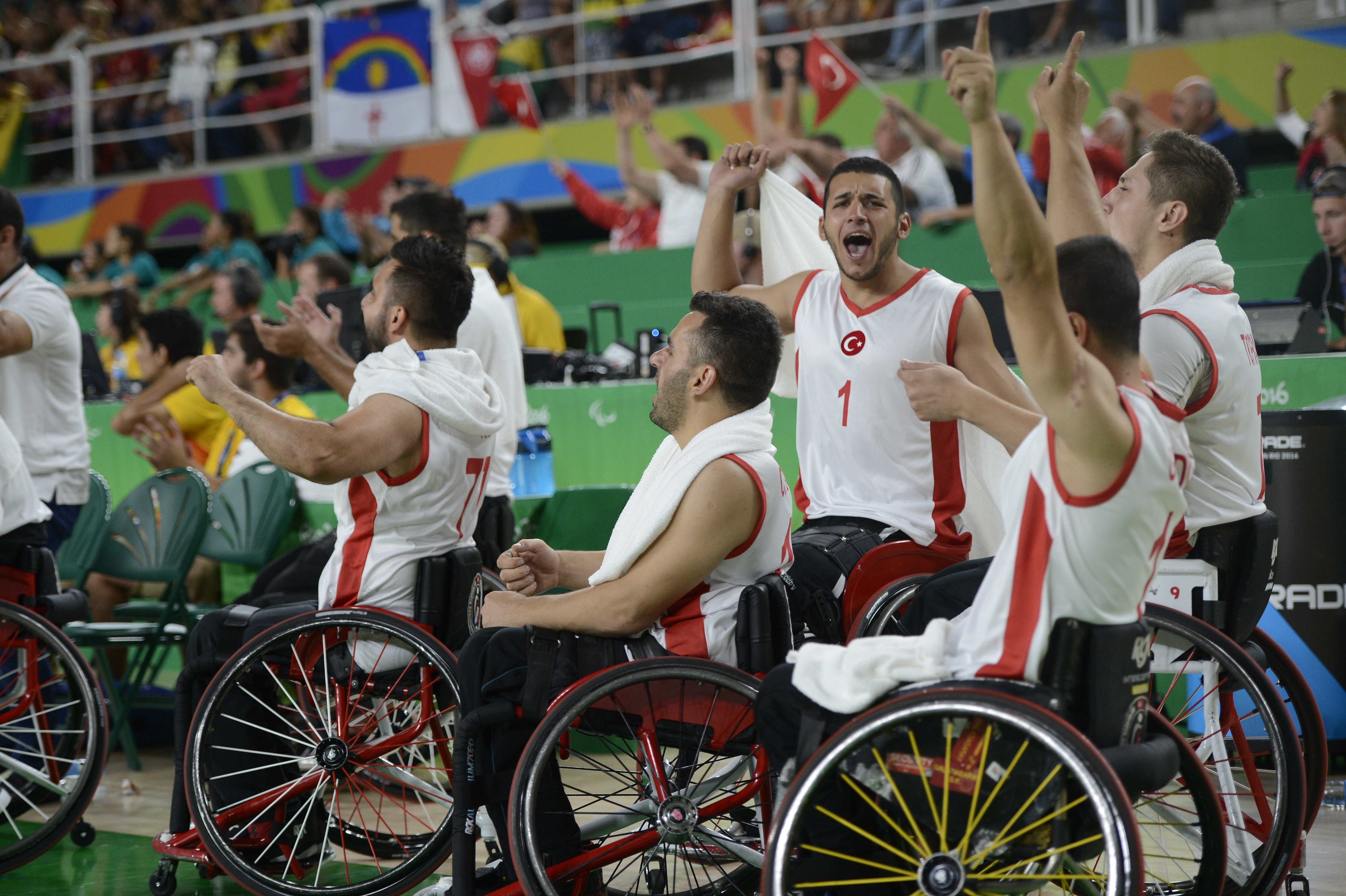
Contre le Brésil aux Jeux paralympiques de Rio en 2016.

### Parcours paralympique
L'équipe de Turquie n'a participé qu'à une édition des Jeux paralympiques, en 2012.
- 1992 : Non qualifiée
- 1996 : Non qualifiée
- 2000 : Non qualifiée
- 2004 : Non qualifiée
- 2008 : Non qualifiée
- 2012 : 7e à  Londres
- 2016 : 4e à  Rio de Janeiro
- 2020 : 6e à  Tokyo

### Palmarès aux Championnats du Monde
L'équipe de Turquie a participé à deux éditions, en 2010 et 2014.
- 1994 : Non qualifiée
- 1998 : Non qualifiée
- 2002 : Non qualifiée
- 2006 : Non qualifiée
- 2010 : 8e place à  Birmingham
- 2014 :  Médaillée de bronze à  Incheon[3]
- 2018 : 8e place à  Hambourg

### Palmarès européen
- 2002 :  Médaillée d'argent aux Championnats d'Europe (division B) à  Brno
- 2004 :  Médaillée d'or aux Championnats d'Europe (division B) à  Uster
- 2006 :  Médaillée d'argent aux Championnats d'Europe (division B) à  Brno
- 2009 :  Médaillée d'argent aux Championnats d'Europe à  Adana
- 2013 :  Médaillée d'argent aux Championnats d'Europe à  Francfort-sur-le-Main
- 2015 :  Médaillée d'argent aux Championnats d'Europe à  Worcester
- 2017 :  Médaillée d'or aux Championnats d'Europe à  Adeje
- 2019 :  Médaillée de bronze aux Championnats d'Europe à  Wałbrzych
- 2021 : 12e place aux Championnats d'Europe à  Madrid[4],[5] (forfait en raison de l'épidémie de Covid-19 au sein de la délégation)
- 2022 :  Médaillée d'or aux Championnats d'Europe division B à  Sarajevo
- 2023 : 6e place aux Championnats d'Europe à  Rotterdam

## Joueurs célèbres ou marquants
- Özgür Gürbulak
- Cem Gezinci
- Kaan Dalay
- Ferit Gümüş